# کروتیخا (شهرستان کروتیخینسکی، سرزمین آلتای)
کروتیخا (به لاتین: Krutikha) یک منطقهٔ مسکونی در روسیه است که در سرزمین آلتای واقع شده‌است.